# Кошино
Кошино (мкд. Кошино) је насеље у Северној Македонији, у средишњем делу државе. Кошино припада општини Дољнени.

## Географија
Насеље Кошино је смештено у средишњем делу Северне Македоније. Од најближег већег града, Прилепа, насеље је удаљено 30 km северозападно.
Рељеф: Кошино се налази у крајње северном делу Пелагоније, највеће висоравни Северне Македоније. Насељски атар је на југу равничарски, без већих водотока, док се северно од насеља издиже Бушева планина. Надморска висина насеља је приближно 690 метара.
Клима у насељу је континентална.

## Становништво
По попису становништва из 2002. године, Кошино је имало 92 становника.
Претежно становништво у етнички Македонци (100%).
Већинска вероисповест у насељу је православље.

## Познате личности
- Јован Долгач, српски четнички војвода